# Parkeerschijfzone

Bord E10; het begin van een parkeerschijf-zone

Bord E11; het einde van een parkeerschijf-zone

Een parkeerschijfzone, ook wel blauwe zone,  is een gebied waarbinnen bijzondere regels met betrekking tot het parkeren gelden.
Het begin van een parkeerschijfzone wordt in Nederland aangeduid met bord E10 en het einde met bord E11.
Het parkeren op plaatsen die niet met een "P-tegel", "P-bord" of "blauwe streep" zijn aangegeven is verboden. Daar waar een blauwe streep is aangebracht mag een motorvoertuig met meer dan twee wielen slechts parkeren wanneer een parkeerschijf is geplaatst achter de voorruit. Deze moet handmatig zijn ingesteld op het tijdstip van aankomst (afgerond naar het eerstvolgende hele of halve uur) en mag niet voorzien zijn van een mechanisme waarmee de tijd automatisch wordt ingesteld of verschoven.
De parkeerschijfzone kan gelden op bepaalde dagen of uren; dit wordt dan middels een onderbord aangegeven.